# Palaeosynthemis primigenia
Palaeosynthemis primigenia là loài chuồn chuồn trong họ Synthemistidae. Loài này được Förster mô tả khoa học đầu tiên năm 1903.